# Baphetes
Il bafete (gen. Baphetes) è un tetrapode estinto, appartenente ai bafetoidi. Visse nel Carbonifero superiore (circa 315 - 306 milioni di anni fa) e i suoi resti fossili sono stati ritrovati in Nordamerica e in Europa.